# Джейсон Райтман
Джейсон Райтман, англ. Jason Reitman (народився 19 жовтня 1977) — американський і канадський актор, режисер, продюсер та сценарист. Син відомого режисера Айвана Райтмана. Відомий як режисер таких фільмів, як «Джуно» та «Вище неба».

## Юність
Райтман народився в Монреалі, Квебек, і був першою дитиною в сім'ї канадського режисера єврейського походження Айвана Райтмана і франко-канадської актриси Женевьєвы Роберт. У Джейсона Райтмана є дві молодші сестри, Кетрін і Керолайн. Його батько поставив такі успішні фільми, як «Мисливці на привидів», «Близнюки», «Джуніор» та деякі інші. Джейсон описує себе в дитинстві, як «лузер… породження кіно… і соромливий». В кінці 80-х Райтман почав з'являтися в маленьких ролях у кіно і був асистентом свого батька на виробництві фільмів. Він провів багато часу в монтажних кімнатах, вивчаючи усі тонкощі та секрети ремесла. Коли Райтману було вже за 20, йому пропонували стати режисером кількох комерційних проектів, але він від всього відмовлявся заради власних короткометражок та створення реклами. Зокрема, йому пропонували зробити фільм «Де моя тачка, чувак?» у двох частинах, але йому це пропозиція не сподобалося.

## Фільмографія
| Рік  | Назва українською                  | Примітки |
| ---- | ---------------------------------- | --- |
| 1998 | Операція                           | |
| 1999 | Ха                                 | Режисер, сценарист, актор |
| 2000 | Богу ми довіряємо                  | Режисер, сценарист, виконавчий продюсер, актор                                                                                           |
| 2001 | Глоток                             | Режисер, сценарист |
| 2002 | Дядько Сем                         | Режисер, сценарист |
| 2004 | Згода                              | Режисер, сценарист |
| 2006 | Дякую вам за паління               | Режисер, сценарій |
| 2007 | Офіс                               | Режисер (телесеріал, епізод: «Local Ad»)                                                                                                 |
| 2007 | Джуно                              | Режисер (Номінація премії Оскар за Найкращу режисерську роботу)                                                                          |
| 2008 | Офіс                               | Режисер (телесеріал, епізод: «Frame Toby»)                                                                                               |
| 2009 | Тіло Дженніфер                     | Продюсер |
| 2009 | Вище неба                          | Режисер, сценарист, продюсер (Номінації премії Оскар за Найкращу режисерську роботу, Найкращий адаптований сценарій та Найкращий фільм). |
| 2009 | Хлоя                               | виконавчий продюсер |
| 2010 | Ceremony                           | виконавчий продюсер, (фільм у виробництві)                                                                                               |
| 2011 | Джефф, який живе вдома             | продюсер |
| 2013 | Labor Day                          | Режисер, сценарист, продюсер |
| 2014 | Men, Women & Children              | Режисер, сценарист, продюсер |
| 2014 | Одержимість                        | Виконавчий продюсер |
| 2018 | Таллі                              | Режисер, продюсер |
| 2018 | The Front Runner                   | Режисер, сценарист, продюсер |
| 2021 | Мисливці на привидів: З того світу | Режисер, продюсер |
| 2024 | Мисливці на привидів: З того світу | Сценарист, продюсер |